# Mitteldeutscher Basketball Club
Le Mitteldeutscher Basketball Club est un club allemand de basket-ball issu de la ville de Weissenfels. Le club évolue lors de la saison 2012-2013 en première division du championnat allemand.

## Historique
Le MBC a eu un parcours atypique. En 1999, le club rejoint l'élite et, malgré des résultats en dents de scie, est invité à participer à la NEBL. Puis en 2004 c'est la consécration européenne, puisque le club remporte l'EuroCup Challenge. En 2005, le SV MBC Halle et Mitteldeutscher Basketball Club fusionnent.

## Palmarès
- Vainqueur de l'EuroCup Challenge : 2004.

## Entraîneurs successifs
- 1996-mars 2001 :  Frank Menz
- Mars 2001-juin 2001 :  Jan Rathjen
- Juil. 2001-déc. 2001 :  Tom Schneeman
- Déc. 2001 :  Toni Radić
- 2001-2003 :  Saabit Hadžić
- 2003-2004 :  Henrik Dettmann
- 2004-2007 :  Ari Tammivaara
- 2007-avril 2008 :  Uwe Sauer
- Avril 2008-juin 2008 :  Dirk Dittrich
- 2008-février 2011 :  Björn Harmsen
- Février 2011-avril 2011 :  Anton Mirolybov
- 2011-décembre 2015 :  Silvano Poropat
- Décembre 2015-mai 2016 :  Predrag Krunić
- 2016-2018 :  Igor Jovović
- 2018-janvier 2019 :  Aleksandar Šćepanović
- Janvier 2019-juin 2019 :  Silvano Poropat
- Juillet 2019-novembre 2019 :  Wojciech Kamiński
- Novembre 2019 :  Aleksandar Šćepanović
- Novembre 2019-février 2020 :  Björn Harmsen
- Février 2020-mai 2021 :  Silvano Poropat
- Juin 2021- :  Igor Jovović

## Joueurs célèbres ou marquants
- Mithat Demirel
- Stephen Arigbabu
- Vasco Evtimov
- Shawn Swords
- Sharaud Curry
- Tim Blue